# 2. Floorball-Bundesliga 2015/16
Dieser Artikel behandelt die Saison 2015/16 der 2. Floorball-Bundesliga.
Die Saison begann am 19. September 2015.

## Teilnehmende Mannschaften

### Teilnehmer Staffel Süd-Ost
- Unihockey Igels Dresden (Absteiger)
- TV Schriesheim
- UHC Döbeln 06
- Floorball Tigers Magdeburg
- USV TU Dresden
- Black Lions Landsberg
- United Lakers Konstanz

### Teilnehmer Staffel Nord-West
- SSF Dragons Bonn (Absteiger)
- TV Eiche Horn Bremen
- DJK Holzbüttgen
- Dümptener Füchse
- TSV Neuwittenbek
- Blau-Weiß Schenefeld
- Westfälischer Floorball Club aus Münster
- Hannover 96 (Aufsteiger)
- Kieler Floorball Klub (Aufsteiger)

## Tabellen

### Staffel Süd-Ost
| Pl. | Verein                      | Sp. | S  | U | N  | SDS | SDN | Tore    | Diff. | Pkt. |
| --- | --------------------------- | --- | -- | - | -- | --- | --- | ------- | ----- | ---- |
| 01. | TV Schriesheim              | 12  | 12 | 0 | 0  | 0   | 0   | 169:310 | +138  | 36   |
| 02. | USV TU Dresden 1            | 12  | 08 | 0 | 03 | 01  | 0   | 86:71   | +015  | 26   |
| 03. | Unihockey Igels Dresden (A) | 12  | 08 | 0 | 04 | 0   | 0   | 90:69   | +021  | 24   |
| 04. | UHC Döbeln 06 2             | 12  | 07 | 0 | 04 | 0   | 01  | 84:70   | +014  | 19   |
| 05. | Floorball Tigers Magdeburg  | 12  | 02 | 0 | 09 | 0   | 01  | 40:96   | −056  | 07   |
| 06. | Black Lions Landsberg 3     | 12  | 01 | 0 | 09 | 01  | 01  | 047:123 | −076  | 06   |
| 07. | United Lakers Konstanz 3    | 12  | 01 | 0 | 10 | 01  | 0   | 046:102 | −056  | 05   |

| Legende                     |
| --------------------------- |
| Teilnahme an den Play-offs  |
| Abstieg in die Regionalliga |
| (A) Absteiger               |

### Staffel Nord-West
| Pl. | Verein                       | Sp. | S  | U  | N  | SDS | SDN | Tore    | Diff. | Pkt. |
| --- | ---------------------------- | --- | -- | -- | -- | --- | --- | ------- | ----- | ---- |
| 01. | TV Eiche Horn Bremen (M)     | 16  | 14 | 01 | 0  | 01  | 0   | 121:550 | +066  | 45   |
| 02. | Blau-Weiß Schenefeld         | 16  | 12 | 0  | 02 | 01  | 01  | 112:600 | +052  | 39   |
| 03. | DJK Holzbüttgen              | 16  | 12 | 0  | 04 | 0   | 0   | 116:610 | +055  | 36   |
| 04. | SSF Dragons Bonn (A)         | 16  | 09 | 01 | 04 | 0   | 02  | 97:97   | ±0    | 30   |
| 05. | Dümptener Füchse             | 16  | 07 | 0  | 07 | 02  | 0   | 78:81   | −03   | 25   |
| 06. | TSV Neuwittenbek             | 16  | 05 | 01 | 10 | 0   | 0   | 76:97   | −021  | 16   |
| 07. | Westfälischer Floorball Club | 16  | 04 | 0  | 11 | 0   | 01  | 086:111 | −025  | 13   |
| 08. | Hannover 96 (N)              | 16  | 01 | 02 | 13 | 0   | 0   | 063:129 | −066  | 05   |
| 09. | Kieler Floorball Klub (N)    | 16  | 01 | 01 | 14 | 0   | 0   | 060:118 | −058  | 04   |

| Legende                               |
| ------------------------------------- |
| Teilnahme an den Play-offs            |
| Teilnahme an der Abstiegsrelegation   |
| Abstieg in die Regionalliga           |
| (M) Staffelsieger (1. der Hauptrunde) |
| (A) Absteiger                         |
| (N) Aufsteiger                        |

## Play-offs

### Halbfinale
|                         | Gesamt |                   | Spiel 1 | Spiel 2 | (Spiel 3) |
| ----------------------- | ------ | ----------------- | ------- | ------- | --------- |
| Unihockey Igels Dresden | 1:2    | Eiche Horn Bremen | 11:7    | 4:7     | 3:6       |
| Blau-Weiß Schenefeld    | 1:2    | TV Schriesheim    | 7:4     | 2:8     | 6:7       |

### Finale
|                   | Gesamt |                | Spiel 1 | Spiel 2 | (Spiel 3) |
| ----------------- | ------ | -------------- | ------- | ------- | --------- |
| Eiche Horn Bremen | 1:2    | TV Schriesheim | 9:6     | 1:7     | 2:4       |

Somit ist der TV Schriesheim in die 1. Bundesliga aufgestiegen.

## Aufstiegsrelegation
|                 | Gesamt |                   | Spiel 1   | Spiel 2 | (Spiel 3) |
| --------------- | ------ | ----------------- | --------- | ------- | --------- |
| SC DHfK Leipzig | 0:2    | Eiche Horn Bremen | 5:6 n. V. | 6:9     |           |

Somit ist der TV Eiche Horn Bremen in die 1. Bundesliga aufgestiegen.

## Abstiegsrelegation
Regelung 2016:

Bei einem Aufsteiger in die 1.Bundesliga aus der Nord-West Staffel: der 7. der Nord-West Staffel spielt gegen den Sieger des Spiels Gettorfer TV (2. der Regionalliga Nord) gegen Frankfurt Falcons (3. der Regionalliga West). 1 Jener Verlierer spielt dann gegen den 8. der Süd-Ost Staffel um den freien Platz der nächsten Saison.

Bei zwei Aufsteigern in die 1.Bundesliga aus der Nord-West Staffel: der 7. der Nord-West Staffel spielt ebenfalls gegen den Sieger des Spiels Gettorfer TV (2. der Regionalliga Nord) gegen Frankfurt Falcons (3. der Regionalliga West). Beim Sieg des 7. bleibt der 8. in der Liga und Gettorfer TV oder Frankfurt Falcons spielen gegen den 9. Bei Niederlage des 7. bleibt jener trotzdem in der Liga und der 8. und 9. spielen um den letzten freien Platz.

In der Süd-Ost Staffel entfällt dagegen die Abstiegsrelegation komplett und der einzige aufstiegswillige Verein der Süd-Ost Regionalligen (BAT Berlin II) steigt direkt auf.

### Regionalligameisterschaft Nord/West
|              | Gesamt |                   | Spiel 1 | Spiel 2 | (Spiel 3) |
| ------------ | ------ | ----------------- | ------- | ------- | --------- |
| Gettorfer TV | 1:2    | Frankfurt Falcons | 2:6     | 3:2     | 3:4       |

 Somit sind die Frankfurt Falcons in die 2. Bundesliga Nord-West aufgestiegen. 

### Vorrunde
|                              | Gesamt |              | Spiel 1 | Spiel 2 | (Spiel 3) |
| ---------------------------- | ------ | ------------ | ------- | ------- | --------- |
| Westfälischer Floorball Club | 1:2    | Gettorfer TV | 4:6     | 5:2     | 3:4       |

 Somit ist der Gettorfer TV in die 2. Bundesliga Nord-West aufgestiegen. 

### Finale
|                              | Gesamt   |             | Spiel 1 | Spiel 2 | (Spiel 3) |
| ---------------------------- | -------- | ----------- | ------- | ------- | --------- |
| Westfälischer Floorball Club | entfällt | Hannover 96 |         |         |           |

 Der Westfälische Floorball Club trat nicht an und stieg damit ab bzw. Hannover hielt die Klasse. 